# 伊勢崎もんじゃ
伊勢崎もんじゃ（いせさきもんじゃ）は、群馬県伊勢崎市におけるご当地グルメ。焼きまんじゅうや上州太田焼きそばと同様に、B級グルメとして取り上げられている。浅草のもんじゃ焼きが東武伊勢崎線を経由して伝わったものとされている。

## 作り方
少量のキャベツの混ざったタネと、味の元となる素材を混ぜて鉄板で焼いて食べる。味は店舗によってバリエーションが異なるものの、大まかに2-3種類に分けられる。2019年5月9日に放送された『カミングアウトバラエティ 秘密のケンミンSHOW』（読売テレビ）では、もんじゃ焼きにイチゴシロップを混ぜた定番のあまとそれにカレー粉を加えたあまからが紹介されている。トリビアニュースでは前者2つを甘口、甘辛口と称し、これらに加えてカレー粉のみを加えた辛口を紹介している。